# Warhammer Online: Age of Reckoning
Warhammer Online: Age of Reckoning (officieel afgekort als WAR) is een MMORPG gebaseerd op Games Workshop's Warhammer wereld. Dit spel is ontwikkeld door EA Mythic en werd uitgebracht in Noord-Amerika, Europa, Azië, Australië en Nieuw-Zeeland op 18 september 2008. Het spel speelt zich af rond een onophoudelijk wereldwijd conflict waar overal tekenen van oorlog te zien zijn. EA heeft bekendgemaakt dat het spel tot en met 18 december 2013 gespeeld kan worden, want daarna is de licentie verstreken.

## Geschiedenis
De ontwikkeling van het eerste Warhammer Online-spel begon met het bedrijf Climax Online. Het project werd officieel in juni 2004 stopgezet toen Games Workshop besloot dat de ontwikkelingskosten te hoog zouden zijn. Climax Online ging echter verder met ontwikkelen op eigen kosten tot eind 2004 wanneer ze de mededeling deden te stoppen met het project.
Nu de licentie weer beschikbaar was, werd Games Workshop benaderd door Mythic Entertainment. Mythic was geïnteresseerd in de licentie en begon een nieuw project vanaf de grond. Een overeenkomst was snel gemaakt, mede dankzij de vriendschap tussen verschillende Games Workshop-bedrijfsleiders en bestuursvoorzitter Mark Jacobs van Mythic. Op 18 mei, 2005 kreeg Mythic de licentie.
Alhoewel WAR ontwikkeld is door Mythic, was en is Games Workshop erg betrokken bij het spel. De rol van Games Workshop is zowel het verzekeren dat WAR trouw blijft aan het Warhammer-universum, als het samenwerken met Mythic om dit universum geloofwaardig uit te breiden en te ontwikkelen voor zover dat nodig is voor de MMORPG.
Warhammer Online: Age of Reckoning is geen product van alleen Warhammer Fantasy Battles of Warhammer Fantasy Roleplay, maar een product van het Warhammer-universum als een geheel.

## Rassen en klassen
Er zijn twee partijen, de "Armies of Order" en de "Armies of Destruction". Elke partij heeft drie rassen. Elk ras heeft vervolgens drie of vier klassen (ook wel careers genoemd):

### Armies of Order
- Dwarfs (dwergen)
  - Ironbreaker (tank)
  - Engineer (range dps)
  - Runepriest (healer)
  - Slayer (melee dps)

Alhoewel de dwergen eens een groot rijk regeerden toen de mensen nog primitief en onbeschaafd waren, is hun gouden tijd lang voorbij. Van alle kanten worden ze aangevallen door "Destruction". Vooral door de Rat-achtige Skaven en de enorme legers van de Greenskins. De dwergen zijn een gehard, koppig, industrieel volk en een van de meest technische rassen in de oude wereld. De dwergen maken oorlogsmachines en voorwerpen van ongeëvenaarde complexiteit, kracht en uitstraling. Dwergen leven gemiddeld enkele honderden jaren en wonen voor een groot deel in reusachtige fortificaties in de bergen die constant onder belegering van de krachten van Destruction staan. Dwergen hechten veel waarde aan traditie, vooral hun wrok of 'grudge' tegen anderen. De dwergen gebruiken wapens gebaseerd op buskruit, zoals geweren, kanonnen en explosieven. De huidige koning is High King Thorgrim Grudgebearer, die over de dwergen heerst vanuit de hoofdstad Karaz-a-Karak, of Everpeak door mensen.
In WAR vechten de dwergen tegen de oude aartsvijanden de Greenskins. Het leger van de dwergen in WAR staat bekend als de Oathbearers.
- Empire (Mensen)
  - Witch Hunter (melee dps)
  - Bright Wizard (range dps)
  - Warrior Priest (healer)
  - Knight of the Blazing Sun (tank)

De Empire is de grootste menselijke beschaving in de oude wereld. Sinds de stichting van het rijk door de eerste keizer Sigmar, nu de beschermheer van het rijk, bestaat het nu al meer dan 2000 jaar. Alhoewel er tijden zijn geweest waar delen zich afsplitsten van het rijk is het recentelijk verenigt door keizer Magnus the Pious. De huidige keizer is Karl Franz, hij regeert vanuit de hoofdstad van het keizerrijk, Altdorf. Het rijk is niet zo gespecialiseerd in techniek als de dwergen, of magie als de elfen, maar ze worden niet tegengehouden door tradities, waar deze rassen dat wel doen. Ze hebben tot nu toe iedere bedreiging, zowel van buitenaf als van binnenuit, weten te weerstaan. De beschaving van het rijk is losjes gemodelleerd op het Heilig Roomse Reik in de vroegmoderne tijd, met sterk middeleeuwse en religieus conservatieve invloeden.
In WAR vecht de Empire tegen de vernietigende krachten van Chaos, die vanuit het noorden Kislev, een gebied gebaseerd op het 16e- en 17e-eeuwse Rusland, al overlopen hebben.
- High Elves
  - Swordmaster (tank)
  - White Lion (melee dps)
  - Shadow Warrior (range dps)
  - Archmage (healer)

De High Elves zijn begiftigt in de kunsten van de magie en een van de oudste beschavingen van de Warhammer-wereld. Het oude en stervende elfenras heeft het opgenomen tegen de krachten van Destruction om de Empire te hulp te komen. De High Elves leven op een groot eiland genaamd Ulthuan en maken daar gevoelige kunst, muziek en oorlogswapens die behalve door de dwergen door niemand geëvenaard wordt. Elfen leven duizenden jaren en zijn normaal gesproken zeer goed in de rol die ze hebben binnen de samenleving. Ze vechten met tegenzin ten zijde van de dwergen tegen het grotere gevaar. Duizenden jaren geleden werd Malekith, de zoon van de High Elves eerste Phoenix King Aenarion, de troon afgewezen. Dit leidde tot een catastrofistisch burgeroorlog die de elfen "the Sundering" noemen. Deze burgeroorlog vernietigde een groot deel van Ulthuan. Na de Sundering vertrokken Malekith en zijn aanhangers van Ulthuan en werden de Dark Elves. De huidige Phoenix King is Finubar the Seafarer die in de hoofdstad, Lothern, verblijft.
In WAR vechten de High Elves tegen hun duistere soortgenoten de Dark Elves.

### Armies of Destruction
- Greenskins (Orcs en Goblins)
  - Black Orc (tank)
  - Choppa (melee dps)
  - Goblin Squig Herder (range dps)
  - Goblin Shaman (healer)

De Greenskins zijn een verzameling van Orcs en Goblins, uniek in WAR omdat alle andere legers uit één ras bestaan. Maar omdat er momenteel maar 3 klassen te kiezen zijn, is het in dit opzicht hetzelfde als alle andere legers. Orcs zijn grote oorlogszuchtige wezens, geboren voor oorlog en vechtpartijen. De Greenskins leven in clans waar de sterkste orc de leider is. Goblins zijn veel kleiner dan de orcs en worden vaak onderdrukt door de grotere, intimiderende neven. Dit heeft ervoor gezorgd dat goblins stiekeme, verraderlijke en sluwe wezens zijn geworden. Af en toe kan een grote Greenskinleider legers van veel verschillende clans met elkaar verenigen in één grote WAAAAGH!. Dit is een onhoudbare vloedgolf van strijdende Greenskins. In WAR is zich een nieuwe WAAAAGH! aan het vormen gericht tegen de oude vijanden van de Greenskins, de dwergen. Alle Greenskins lijken mannelijk, maar zijn eigenlijk geslachtloos en groeien uit schimmels. Hierdoor is het niet mogelijk een geslacht te kiezen bij het maken van een Greenskin.
- Chaos
  - Chosen (tank)
  - Marauder (melee dps)
  - Magus (range dps)
  - Zealot (healer)
- Dark Elves
  - Witch Elf (melee dps)
  - Sorceress/Sorcerer (range dps)
  - Disciple of Khaine (healer)
  - Black Guard (tank)

## Career tabel
| Armies     | Tank                      | Melee DPS                     | Ranged DPS          | Healer             |
| Dwarfs     | Ironbreaker               | Slayer (Alleen mannelijk)     | Engineer            | Runepriest         |
| The Empire | Knight of the Blazing Sun | Witch Hunter                  | Bright Wizard       | Warrior Priest     |
| High Elves | Swordmaster               | White Lion                    | Shadow Warrior      | Archmage           |
| Greenskins | Black Orc                 | Choppa                        | Goblin Squig Herder | Goblin Shaman      |
| Chaos      | Chosen (Alleen mannelijk) | Marauder (Alleen mannelijk)   | Magus               | Zealot             |
| Dark Elves | Black Guard               | Witch Elf (Alleen vrouwelijk) | Sorceress/Sorcerer  | Disciple of Khaine |

## Nieuwe mogelijkheden

### Collision detection
Warhammer Online heeft, in tegenstelling tot veel andere MMORPG's, collision detection (botsingsdetectie) tussen personages, wat inhoudt dat een speler niet door een andere speler heen kan lopen. Dit zorgt ervoor dat in speler-tegen-spelergevechten bepaalde kwetsbare groepen spelers beter beschermd kunnen worden, doordat minder kwetsbare groepen in de weg kunnen gaan staan.